# Łobanowo (obwód smoleński)
Łobanowo (ros. Лобаново) – wieś (ros. деревня, trb. dieriewnia) w zachodniej Rosji, w osiedlu wiejskim Zaborjewskoje rejonu diemidowskiego w obwodzie smoleńskim.

## Geografia
Miejscowość położona jest nad Kasplą, przy drodze regionalnej 66K-11 (R120 / Olsza – Wieliż – granica z obwodem pskowskim), 14 km od centrum administracyjnego osiedla wiejskiego (Zaborje), 5 km od centrum administracyjnego rejonu (Diemidow), 68 km od stolicy obwodu (Smoleńsk), 33 km od granicy z Białorusią.
W granicach miejscowości znajduje się ulica Kasplanskaja (5 posesji).

## Demografia
W 2010 r. miejscowość zamieszkiwało 5 osób.

## Historia
W czasie II wojny światowej od lipca 1941 roku wieś była okupowana przez hitlerowców. Wyzwolenie nastąpiło we wrześniu 1943 roku.
Na mocy uchwały z dnia 28 maja 2015 roku wszystkie miejscowości (w tym Łobanowo) zlikwidowanej jednostki administracyjnej Karcewskoje weszły w skład osiedla wiejskiego Zaborjewskoje.